# Liste der Comarcas in Kastilien und León
Dies sind die Comarcas in Kastilien und León, Spanien.

## Provinz Ávila

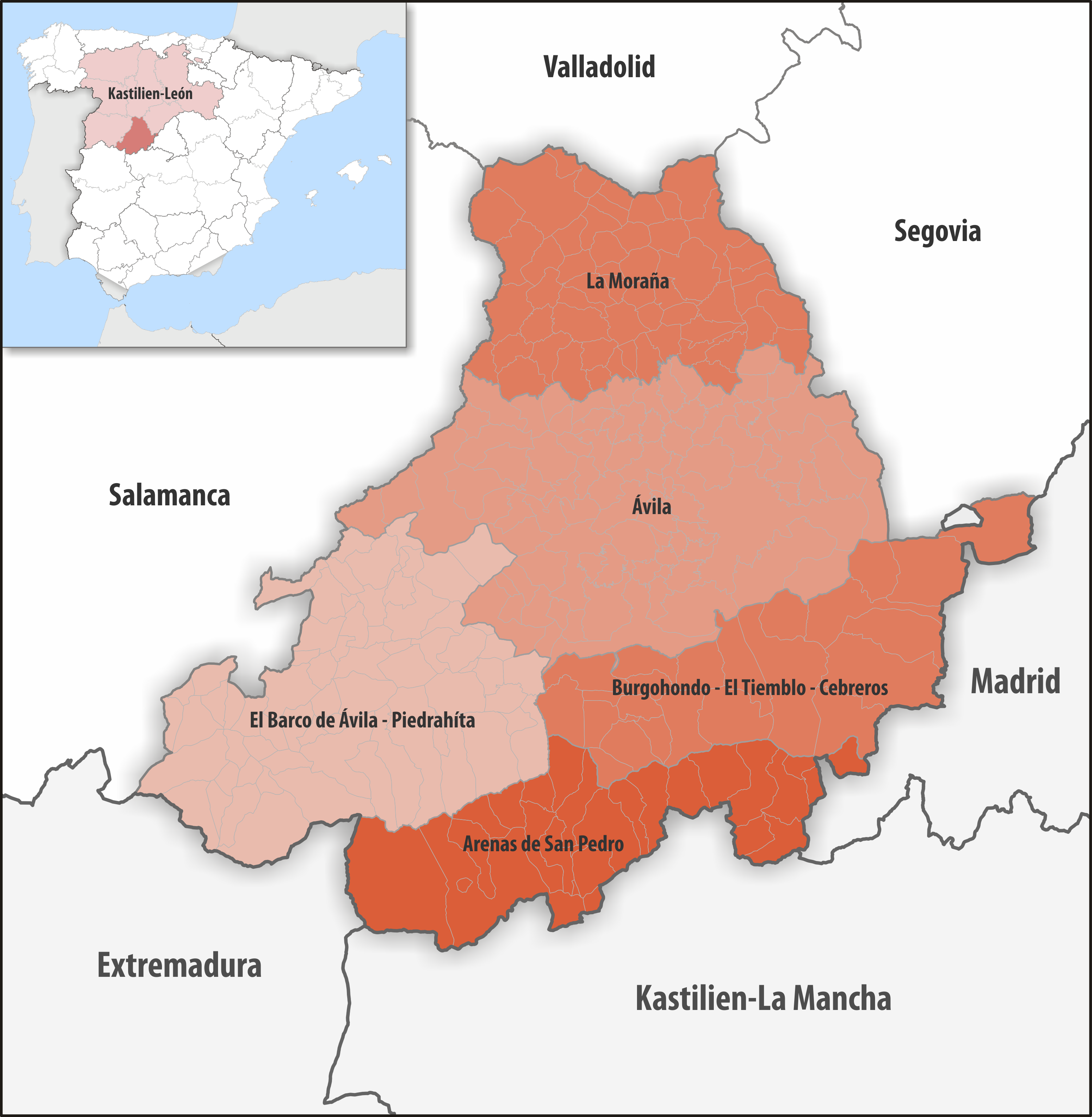
Comarcas in der Provinz Ávila

| Comarca                            | Gemeinden | Einwohner (2024) | Fläche km² | Dichte Einw./km² | Hauptort              |
| ---------------------------------- | --------- | ---------------- | ---------- | ---------------- | --------------------- |
| Arenas de San Pedro                | 24        | 32.564           | 1.159,55   | 28               | Arenas de San Pedro   |
| Ávila                              | 83        | 71.289           | 2.370,68   | 30               | Ávila                 |
| El Barco de Ávila - Piedrahíta     | 63        | 10.442           | 1.870,80   | 6                | El Barco de Ávila     |
| Burgohondo - El Tiemblo - Cebreros | 23        | 25.892           | 1.328,36   | 19               | Las Navas del Marqués |
| La Moraña                          | 55        | 18.802           | 1.319,61   | 14               | Arévalo               |
| Provinz Ávila                      | 248       | 158.989          | 8.049,00   | 20               | Ávila                 |

## Provinz Burgos

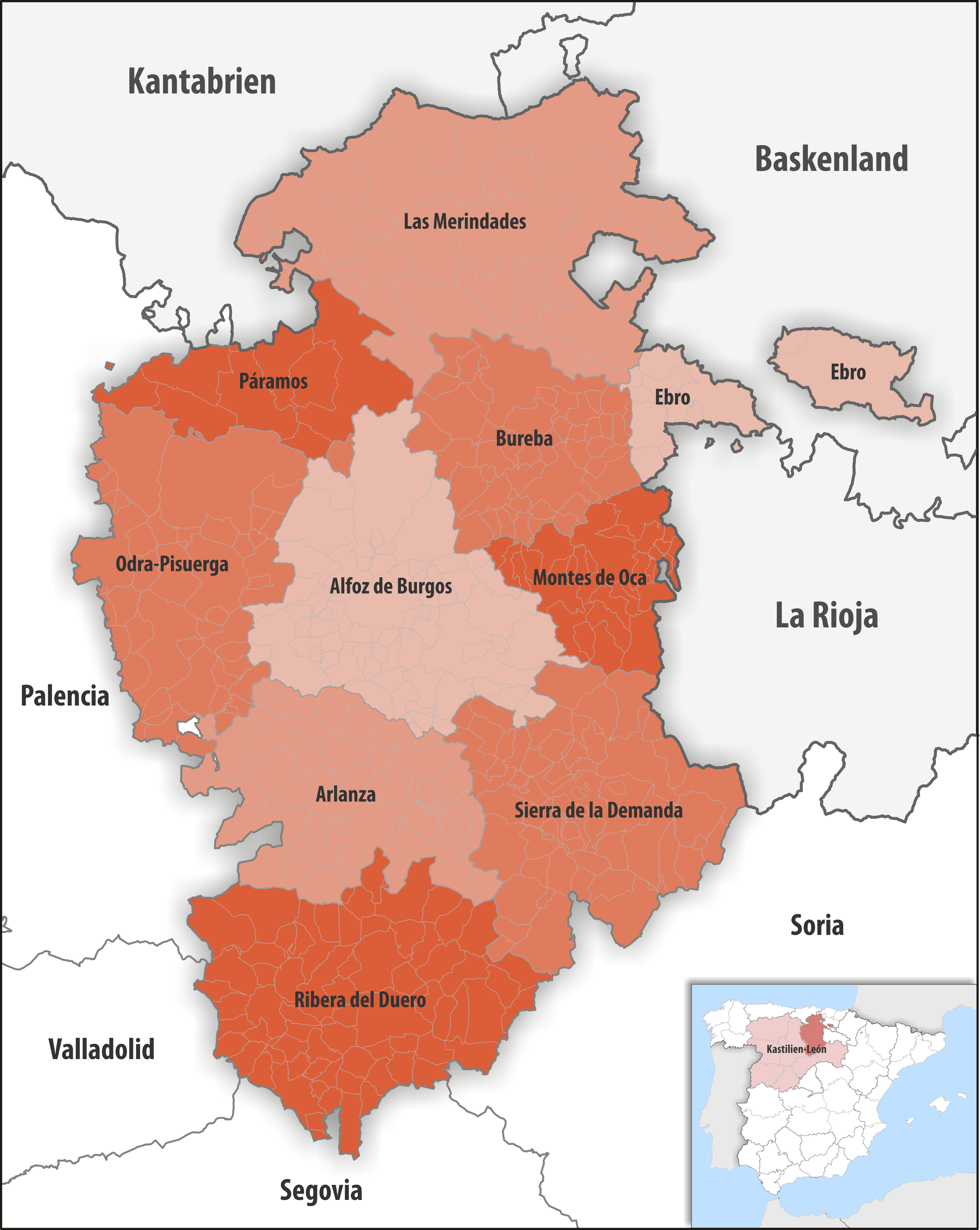
Comarcas in der Provinz Burgos

| Comarca              | Gemeinden | Einwohner (2024) | Fläche km² | Dichte Einw./km² | Hauptort              |
| -------------------- | --------- | ---------------- | ---------- | ---------------- | --------------------- |
| Alfoz de Burgos      | 55        | 202.927          | 1.855,64   | 109              | Burgos                |
| Arlanza              | 45        | 9.167            | 1.402,05   | 7                | Lerma                 |
| Bureba               | 44        | 10.113           | 1.065,35   | 9                | Briviesca             |
| Ebro                 | 11        | 39.212           | 578,51     | 68               | Miranda de Ebro       |
| Las Merindades       | 26        | 21.951           | 2.553,18   | 9                | Medina de Pomar       |
| Montes de Oca        | 26        | 4.932            | 677,18     | 7                | Belorado              |
| Odra-Pisuerga        | 45        | 8.780            | 1.646,71   | 5                | Melgar de Fernamental |
| Páramos              | 8         | 1.560            | 812,20     | 2                | Valle de Sedano       |
| Ribera del Duero     | 64        | 50.275           | 1.959,65   | 26               | Aranda de Duero       |
| Sierra de la Demanda | 47        | 10.031           | 1.738,45   | 6                | Salas de los Infantes |
| Provinz Burgos       | 371       | 358.948          | 14.288,92  | 25               | Burgos                |

## Provinz León

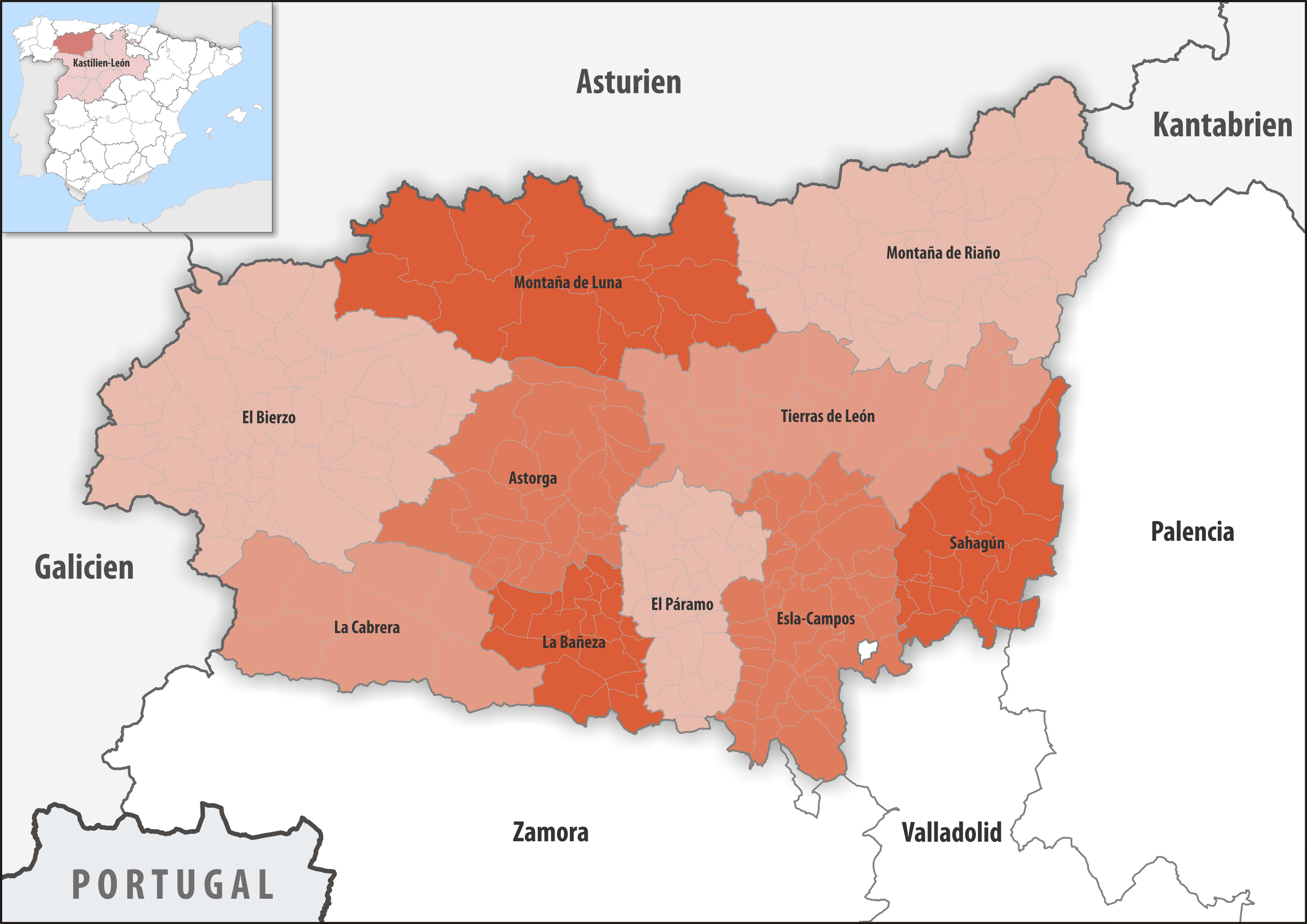
Comarcas in der Provinz León

| Comarca          | Gemeinden | Einwohner (2024) | Fläche km² | Dichte Einw./km² | Hauptort               |
| ---------------- | --------- | ---------------- | ---------- | ---------------- | ---------------------- |
| Astorga          | 21        | 28.196           | 1.397,37   | 20               | Astorga                |
| La Bañeza        | 17        | 19.079           | 653,84     | 29               | La Bañeza              |
| El Bierzo        | 36        | 117.142          | 2.822,76   | 41               | Ponferrada             |
| La Cabrera       | 7         | 3.131            | 1.276,87   | 2                | Castrocontrigo         |
| Esla-Campos      | 38        | 23.345           | 1.392,34   | 17               | Valencia de Don Juan   |
| Montaña de Luna  | 13        | 19.942           | 2.025,33   | 10               | Villablino             |
| Montaña de Riaño | 23        | 14.123           | 2.415,46   | 6                | Cistierna              |
| El Páramo        | 20        | 16.988           | 906,01     | 19               | Santa María del Páramo |
| Sahagún          | 15        | 5.698            | 927,00     | 6                | Sahagún                |
| Tierras de León  | 21        | 198.801          | 1.752,38   | 113              | León                   |
| Provinz León     | 211       | 446.445          | 15.569,36  | 29               | León                   |

## Provinz Palencia

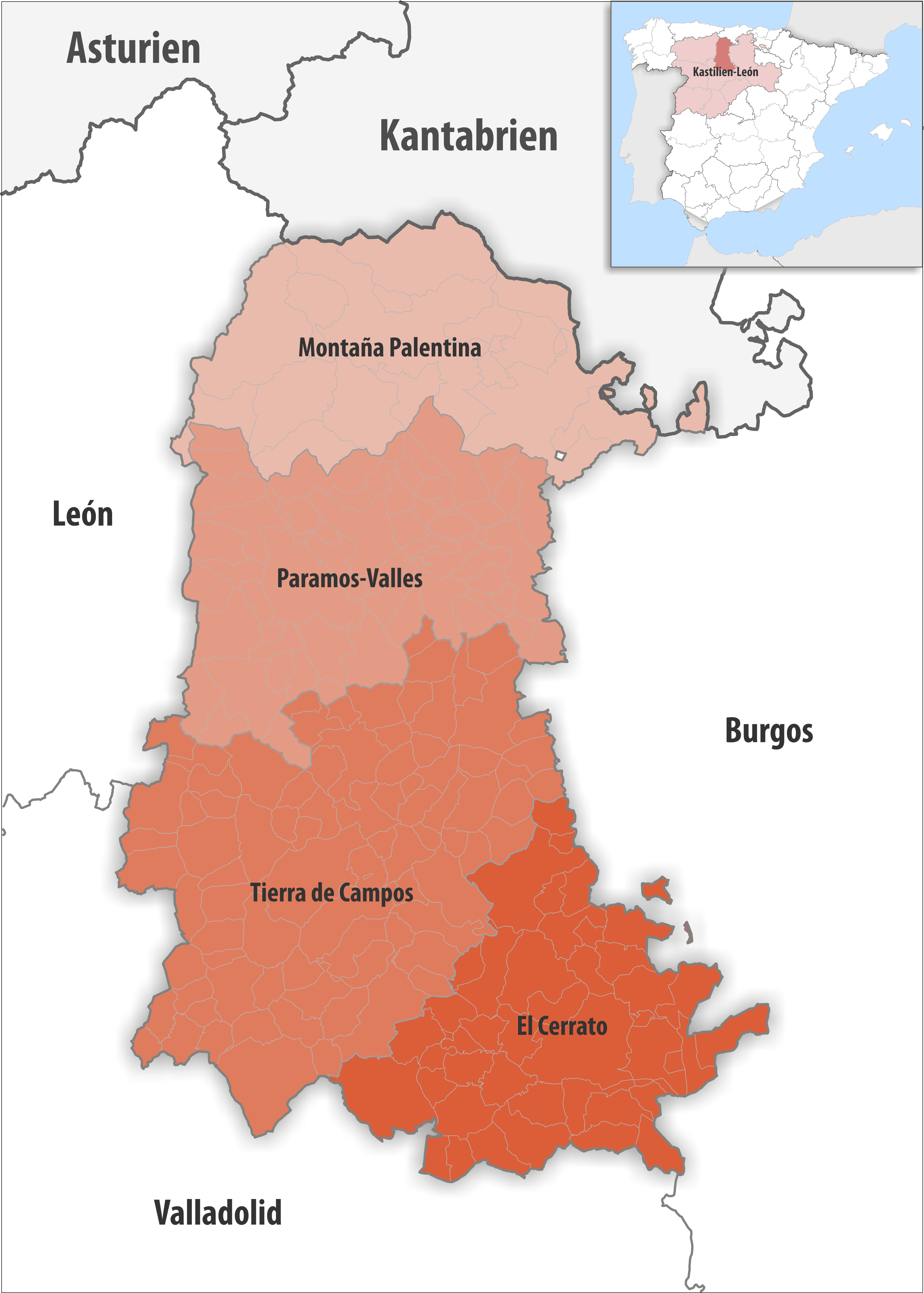
Comarcas in der Provinz Palencia

| Comarca           | Gemeinden | Einwohner (2024) | Fläche km² | Dichte Einw./km² | Hauptort          |
| ----------------- | --------- | ---------------- | ---------- | ---------------- | ----------------- |
| El Cerrato        | 40        | 24.933           | 1.710,54   | 15               | Venta de Baños    |
| Montaña Palentina | 18        | 20.250           | 1.679,98   | 12               | Aguilar de Campoo |
| Paramos-Valles    | 49        | 11.805           | 1.848,79   | 6                | Saldaña           |
| Tierra de Campos  | 84        | 123.322          | 2.812,61   | 44               | Palencia          |
| Provinz Palencia  | 191       | 158.115          | 8.051,92   | 20               | Palencia          |

## Provinz Salamanca

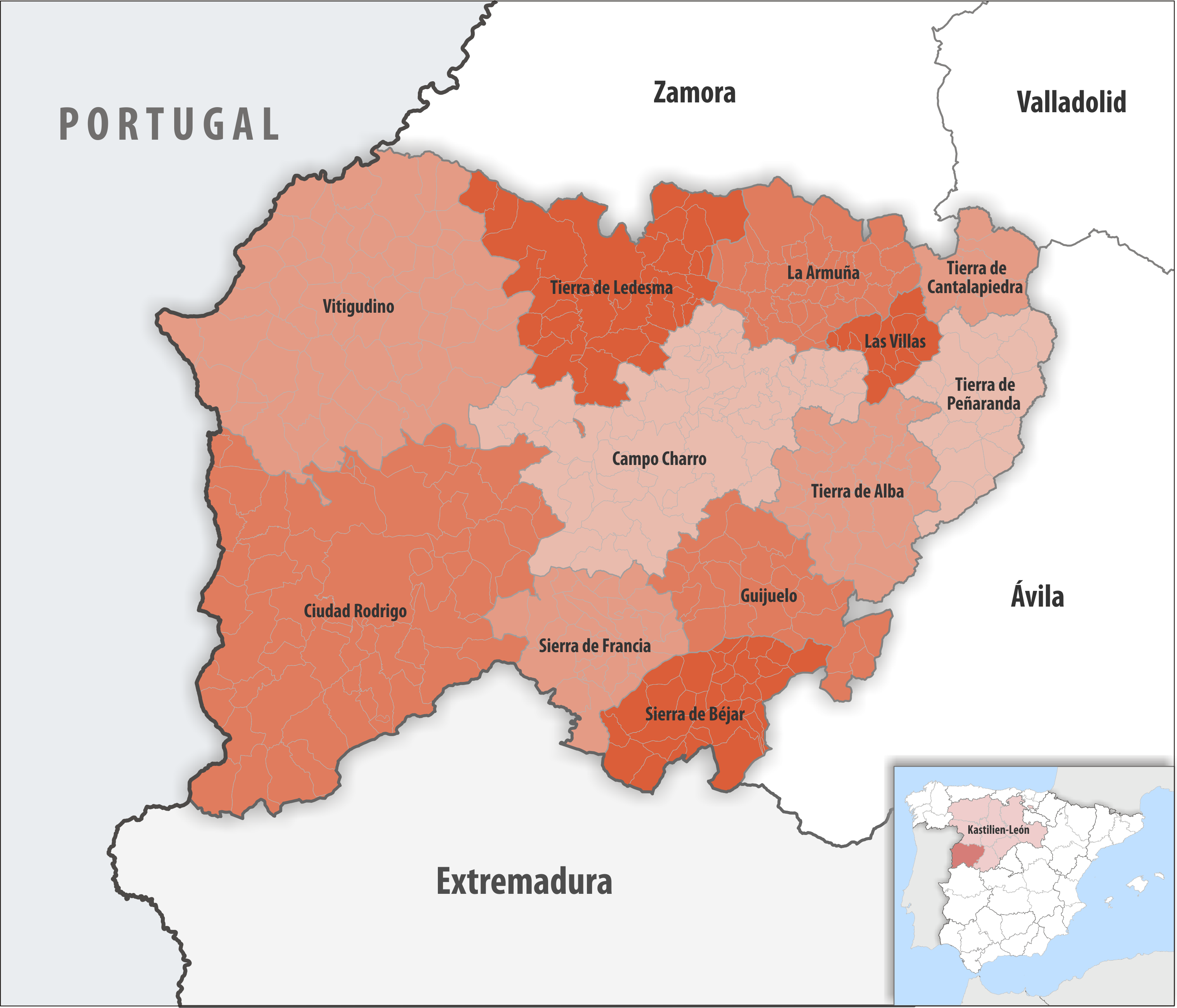
Comarcas in der Provinz Salamanca

| Comarca                 | Gemeinden | Einwohner (2024) | Fläche km² | Dichte Einw./km² | Hauptort                |
| ----------------------- | --------- | ---------------- | ---------- | ---------------- | ----------------------- |
| La Armuña               | 30        | 30.623           | 701,49     | 44               | Villamayor              |
| Campo Charro            | 42        | 185.344          | 1.634,37   | 113              | Salamanca               |
| Ciudad Rodrigo          | 53        | 24.142           | 2.821,12   | 9                | Ciudad Rodrigo          |
| Guijuelo                | 23        | 9.001            | 702,32     | 13               | Guijuelo                |
| Sierra de Béjar         | 32        | 18.136           | 614,09     | 30               | Béjar                   |
| Sierra de Francia       | 32        | 7.410            | 628,19     | 12               | La Alberca              |
| Tierra de Alba          | 28        | 13.458           | 730,98     | 18               | Alba de Tormes          |
| Tierra de Cantalapiedra | 6         | 2.737            | 281,13     | 10               | Cantalapiedra           |
| Tierra de Ledesma       | 30        | 5.829            | 1.078,86   | 5                | Ledesma                 |
| Tierra de Peñaranda     | 19        | 10.707           | 597,45     | 18               | Peñaranda de Bracamonte |
| Las Villas              | 11        | 5.937            | 197,30     | 30               | Villoria                |
| Vitigudino              | 56        | 14.361           | 2.361,07   | 6                | Vitigudino              |
| Provinz Salamanca       | 362       | 327.685          | 12.348,37  | 27               | Salamanca               |

## Provinz Segovia

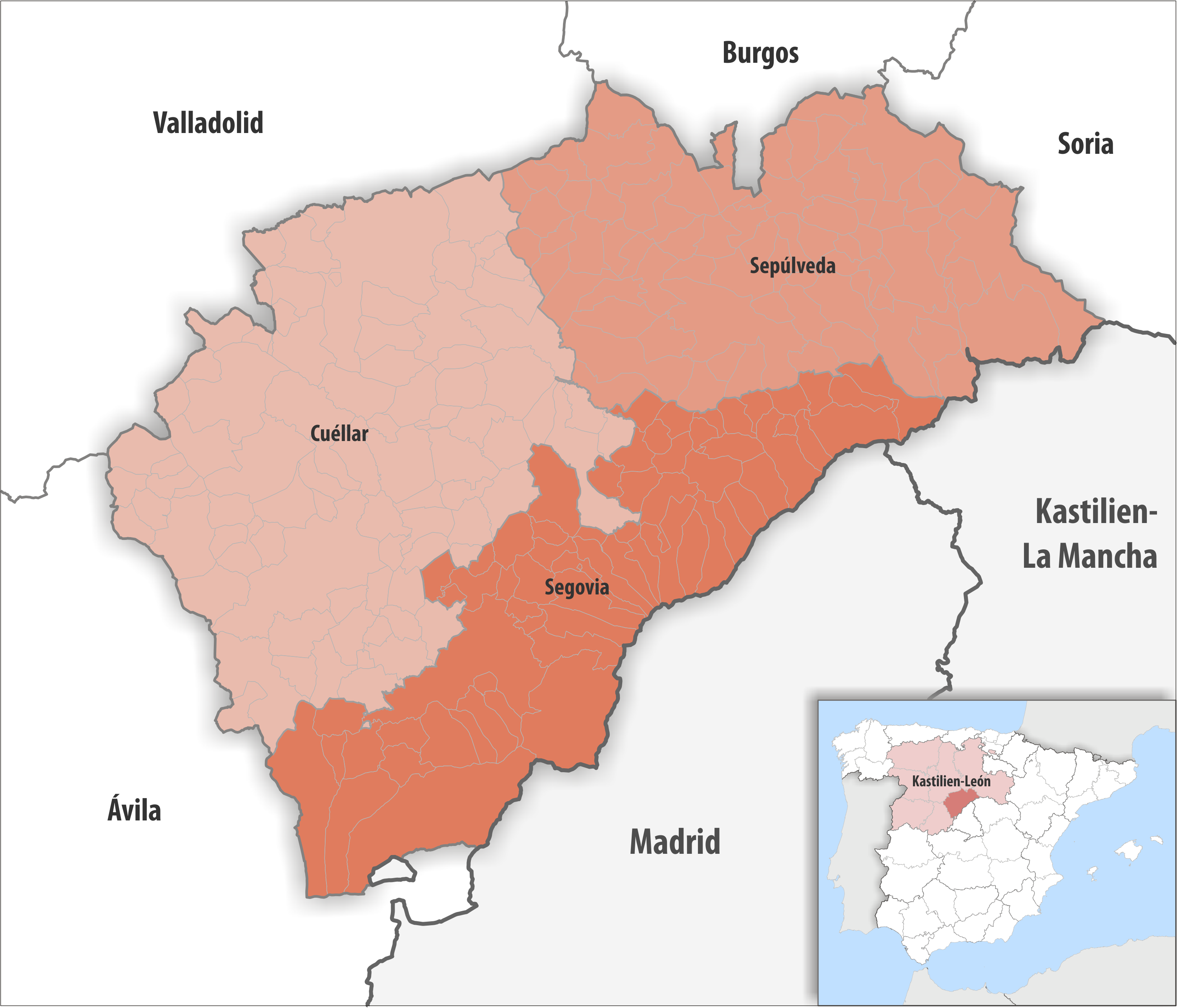
Comarcas in der Provinz Segovia

| Comarca         | Gemeinden | Einwohner (2024) | Fläche km² | Dichte Einw./km² | Hauptort  |
| --------------- | --------- | ---------------- | ---------- | ---------------- | --------- |
| Cuéllar         | 79        | 42.453           | 2.860,88   | 15               | Cuéllar   |
| Segovia         | 62        | 98.943           | 1.980,07   | 50               | Segovia   |
| Sepúlveda       | 68        | 15.392           | 2.138,11   | 7                | Sepúlveda |
| Provinz Segovia | 209       | 156.788          | 6.979,06   | 22               | Segovia   |

## Provinz Soria

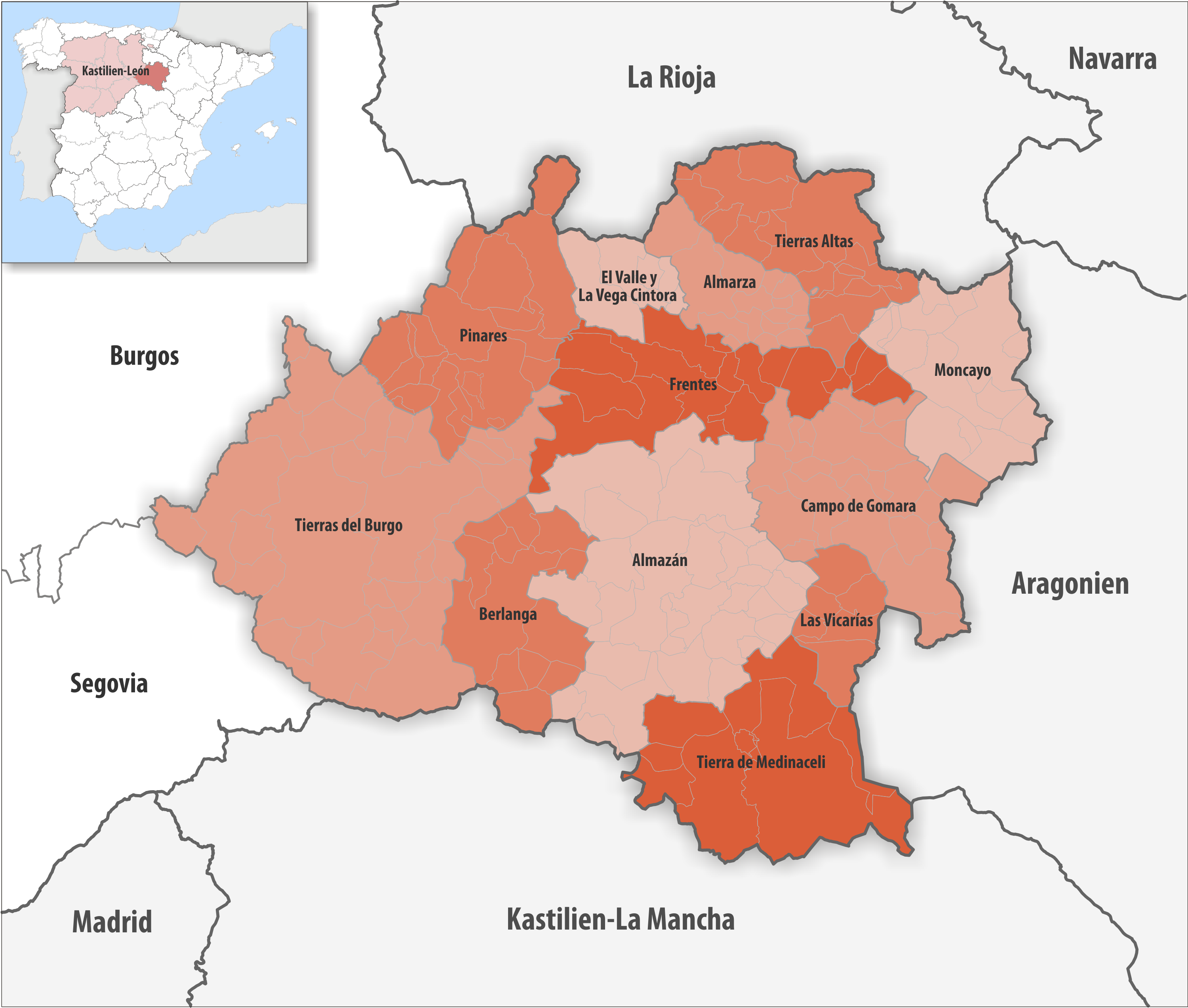
Comarcas in der Provinz Soria

| Comarca                    | Gemeinden | Einwohner (2024) | Fläche km² | Dichte Einw./km² | Hauptort                     |
| -------------------------- | --------- | ---------------- | ---------- | ---------------- | ---------------------------- |
| Almarza                    | 16        | 1.534            | 362,33     | 4                | Almarza                      |
| Almazán                    | 26        | 8.403            | 1.581,97   | 5                | Almazán                      |
| Berlanga                   | 12        | 1.399            | 625,52     | 2                | Berlanga de Duero            |
| Campo de Gomara            | 22        | 1.461            | 908,09     | 2                | Gómara                       |
| Frentes                    | 14⅓       | 45.632           | 855,09     | 53               | Soria                        |
| Moncayo                    | 14⅓       | 7.957            | 669,78     | 12               | Ólvega                       |
| Pinares                    | 17⅓       | 7.642            | 903,02     | 8                | San Leonardo de Yagüe        |
| Tierras Altas              | 14        | 1.308            | 695,88     | 2                | San Pedro Manrique           |
| Tierras del Burgo          | 29        | 10.852           | 2.172,83   | 5                | Burgo de Osma-Ciudad de Osma |
| Tierra de Medinaceli       | 7         | 2.756            | 1.022,29   | 3                | Arcos de Jalón               |
| El Valle y La Vega Cintora | 6         | 774              | 246,69     | 3                | El Royo                      |
| Las Vicarías               | 5         | 432              | 263,53     | 2                | Monteagudo de las Vicarías   |
| Provinz Soria              | 183       | 90.150           | 10.307,02  | 9                | Soria                        |

## Provinz Valladolid

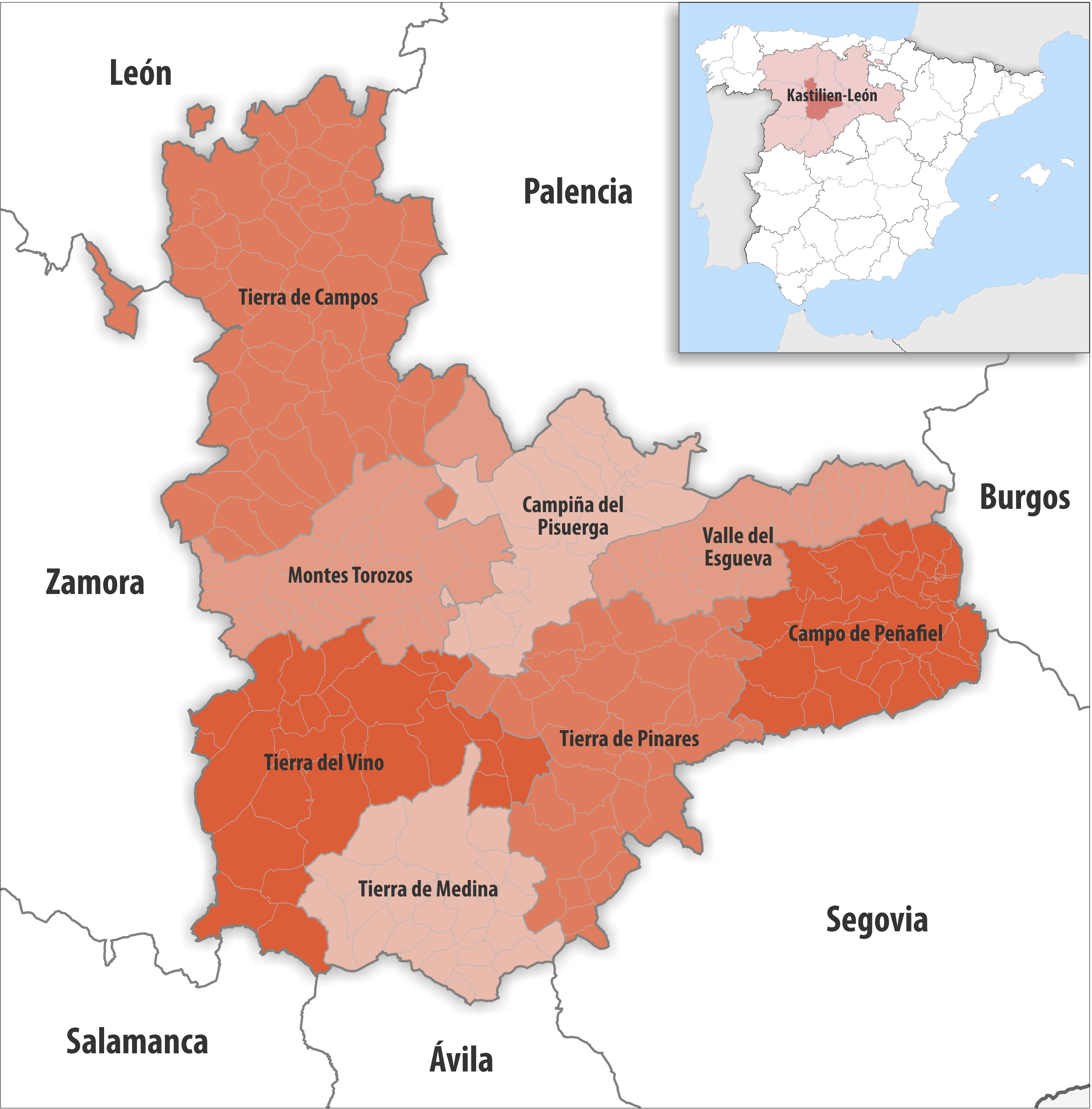
Comarcas in der Provinz Valladolid

| Comarca              | Gemeinden | Einwohner (2024) | Fläche km² | Dichte Einw./km² | Hauptort          |
| -------------------- | --------- | ---------------- | ---------- | ---------------- | ----------------- |
| Campiña del Pisuerga | 16        | 353.943          | 737,07     | 480              | Valladolid        |
| Campo de Peñafiel    | 25        | 10.855           | 807,73     | 13               | Peñafiel          |
| Montes Torozos       | 30        | 7.470            | 857,40     | 9                | Villanubla        |
| Tierra de Campos     | 58        | 123.322          | 1.945,79   | 63               | Palencia          |
| Tierra de Medina     | 21        | 25.001           | 764,53     | 33               | Medina del Campo  |
| Tierra de Pinares    | 33        | 83.279           | 1.172,39   | 71               | Laguna de Duero   |
| Tierra del Vino      | 23        | 21.885           | 1.272,60   | 17               | Tordesillas       |
| Valle del Esgueva    | 19        | 7.452            | 553,01     | 13               | Renedo de Esgueva |
| Provinz Valladolid   | 225       | 525.398          | 8.110,52   | 65               | Valladolid        |

## Provinz Zamora

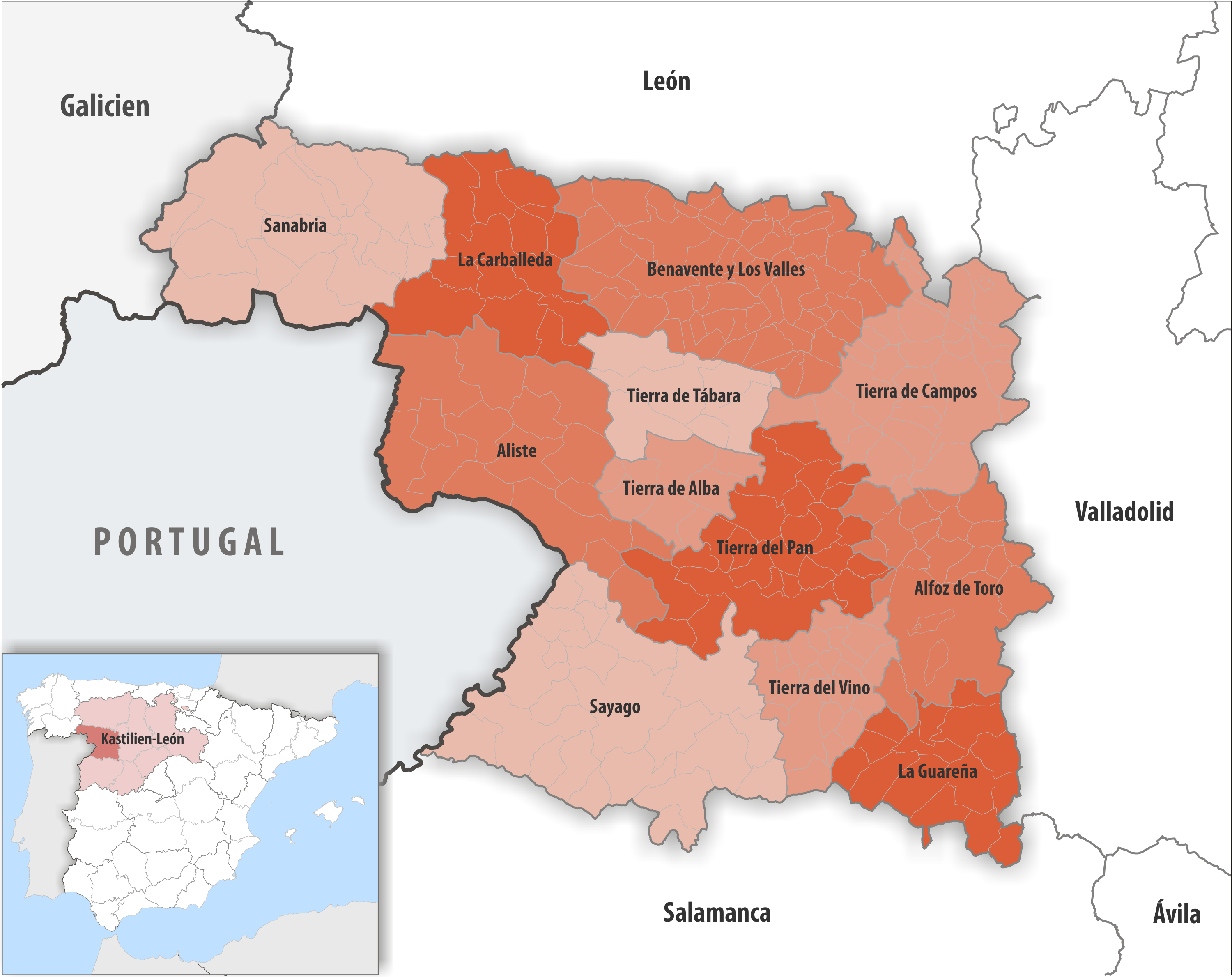
Comarcas in der Provinz Zamora

| Comarca                | Gemeinden | Einwohner (2024) | Fläche km² | Dichte Einw./km² | Hauptort           |
| ---------------------- | --------- | ---------------- | ---------- | ---------------- | ------------------ |
| Alfoz de Toro          | 20        | 12.396           | 818,02     | 15               | Toro               |
| Aliste                 | 16        | 6.920            | 1.182,60   | 6                | Alcañices          |
| Benavente y Los Valles | 55        | 32.901           | 1.366,54   | 24               | Benavente          |
| La Carballeda          | 13        | 2.669            | 780,19     | 3                | Mombuey            |
| La Guareña             | 15        | 6.156            | 577,25     | 11               | Fuentesaúco        |
| Sanabria               | 15        | 5.572            | 1.215,42   | 5                | Puebla de Sanabria |
| Sayago                 | 24        | 7.392            | 1.484,14   | 5                | Bermillo de Sayago |
| Tierra de Alba         | 8         | 1.459            | 320,80     | 5                | Carbajales de Alba |
| Tierra de Campos       | 29        | 123.322          | 972,07     | 127              | Palencia           |
| Tierra del Pan         | 25        | 68.984           | 917,43     | 75               | Zamora             |
| Tierra de Tábara       | 6         | 2.391            | 443,03     | 5                | Tábara             |
| Tierra del Vino        | 22        | 12.310           | 483,72     | 25               | Morales del Vino   |
| Provinz Zamora         | 248       | 165.832          | 10.561,22  | 16               | Zamora             |